# Ostelbien

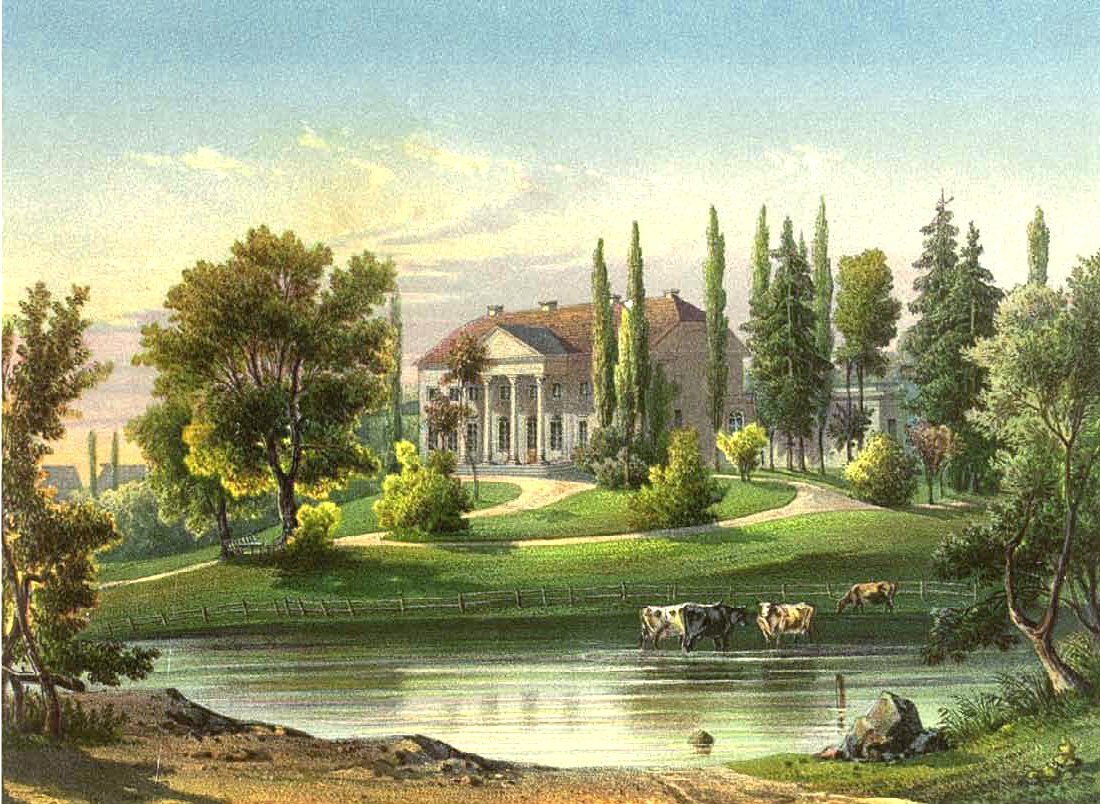
Godset Neudörfchen (idag Wioska) i Ostpreussen

Ostelbien var en informell beteckning för områden i Tyska riket, i nuvarande Tyskland och Polen, som låg öster om floden Elbe. Dessa till Kungadömet Preussen hörande territorier präglades av en från övriga Tyskland skild samhällsekonomi kretsande kring storgodsen.

## Definition
Ostelbien var ingen exakt avgränsad geografisk enhet utan namn på en större region som präglades av en viss kultur och samhällsekonomisk uppbyggnad. Det omfattade i stort sett Mecklenburg-Schwerin, Mecklenburg-Strelitz, Mark Brandenburg, delar av provinsen Sachsen (Altmark, Jerichower Land), Pommern, Posen, Westpreussen, Grenzmark Posen-Westpreussen, Schlesien och Ostpreussen. 
Även Schleswig-Holstein, där livegenskap tillämpades under det danska styret, hade en liknande samhällsstruktur under 1800-talet och räknas därför ibland till Ostelbien.

## Historik

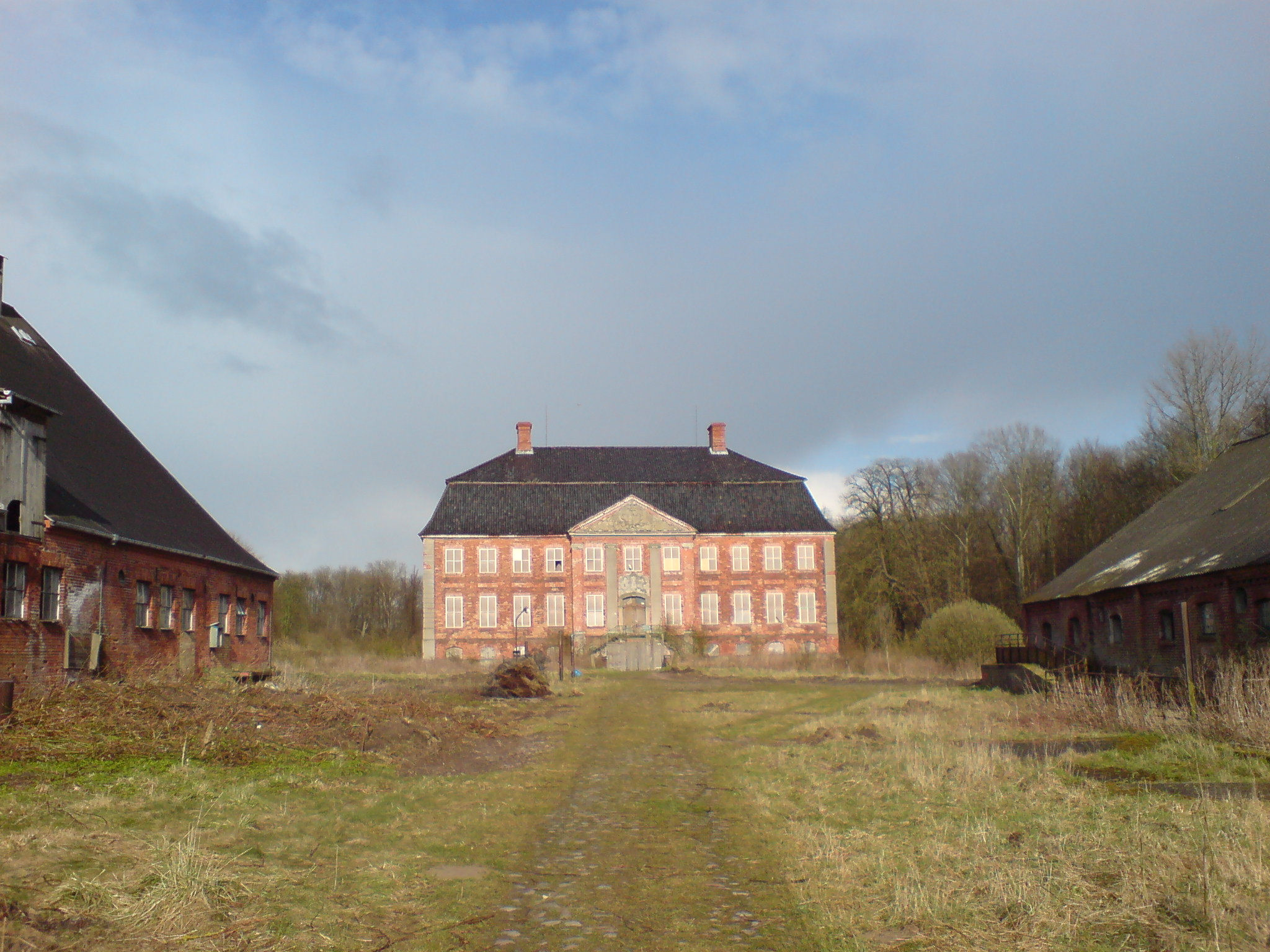
Johannstorfs slott nära Dassow i västra Mecklenburg.

I Ostelbien förekom livegenskap fram till tidigt 1800-tal. De västliga tyskspråkiga områdena befolkades i stället till stor del av självägande bönder, och borgare som bildade egna stadsstater. Medan många liberala folkrörelser växte fram i de västliga tyska staterna, präglades Ostelbien av politisk konservatism och adeln hade tack vare godssystemet stort politiskt inflytande. Det var just detta som utmärkte områdena som menades med Ostelbien, att en stor del av den odlade jorden tillhörde ett fåtal godsägare, i allmänhet adliga så kallade junkrar. Även Danmark och stora delar av Östeuropa hade på 1800-talet en samhällsekonomi och ägandestruktur liknade den i Ostelbien, dock inte Sverige. Godsherrarnas politiska inflytande sträckte sig, på grund av att de utgjorde den evangeliska eliten i Preussen, även till resten av Tyskland och begreppet ostelbische Junker ("ostelbisk junker") hade ofta den underförstådda betydelsen reaktionär.
Godssystemet tog sig bland annat uttryck i så kallade Gutsbezirke, godsdistrikt, som var självständiga kommunala enheter där godsherren styrde över de flesta kommunala förvaltningsuppgifter, till skillnad från landskommuner där valda kommunfullmäktige utövade den lokala beslutande makten. Godsherrens roll var därmed jämförbar med landskommunens som juridisk person, även om godsherrens ämbetsuppgifter också kunde utövas genom ombud. Fram till 1870-talet utövade godsherrarna den polisiära makten i sina distrikt. I början av 1900-talet fanns mer än 10 000 godsdistrikt i Tyska kejsardömet, varav de flesta i Ostelbien samt ett betydande antal i provinsen Schleswig-Holstein. Som kommunala enheter avskaffades godsdistrikten under Weimarrepubliken 1928/1929, då de i allmänhet uppgick i eller omvandlades till landskommuner.
Efter andra världskriget ockuperades hela Ostelbien av Sovjetunionen som lät konfiskera samtliga adliga ägor och dela ut dem till fattigbönder, på 1950-talet tvångsmässigt infogade i kollektivjordbruk. Samtidigt flyttade många av invånarna västerut medan tyska flyktingar från Polen, Sovjetunionen och Tjeckoslovakien istället bosatte sig i regionen. De evangeliska kyrkosamfunden förlorade likaså sitt traditionella inflytande på grund av den religionsfientliga politiken i det nybildade Östtyskland. Därmed gick regionens gamla samhällsuppbyggnad och politiska system slutgiltigt under.

## I film
Ostelbien har bland annat skildrats av filmskaparen Michael Haneke i Det vita bandet (2009), som utspelar sig i "Eichwald",  en fiktiv nordtysk by, strax före första världskrigets utbrott. Filmen spelades huvudsakligen in i Prignitz.